# Diplospora minahassae
Diplospora minahassae là một loài thực vật có hoa trong họ Thiến thảo. Loài này được Koord. mô tả khoa học đầu tiên năm 1897.